# سواتش
سواتش (بالإنجليزية: Swatch)‏ شركة تصنيع ساعات يد عالية الجودة أسست في سويسرا عام 1983.

## إنتاج الساعات

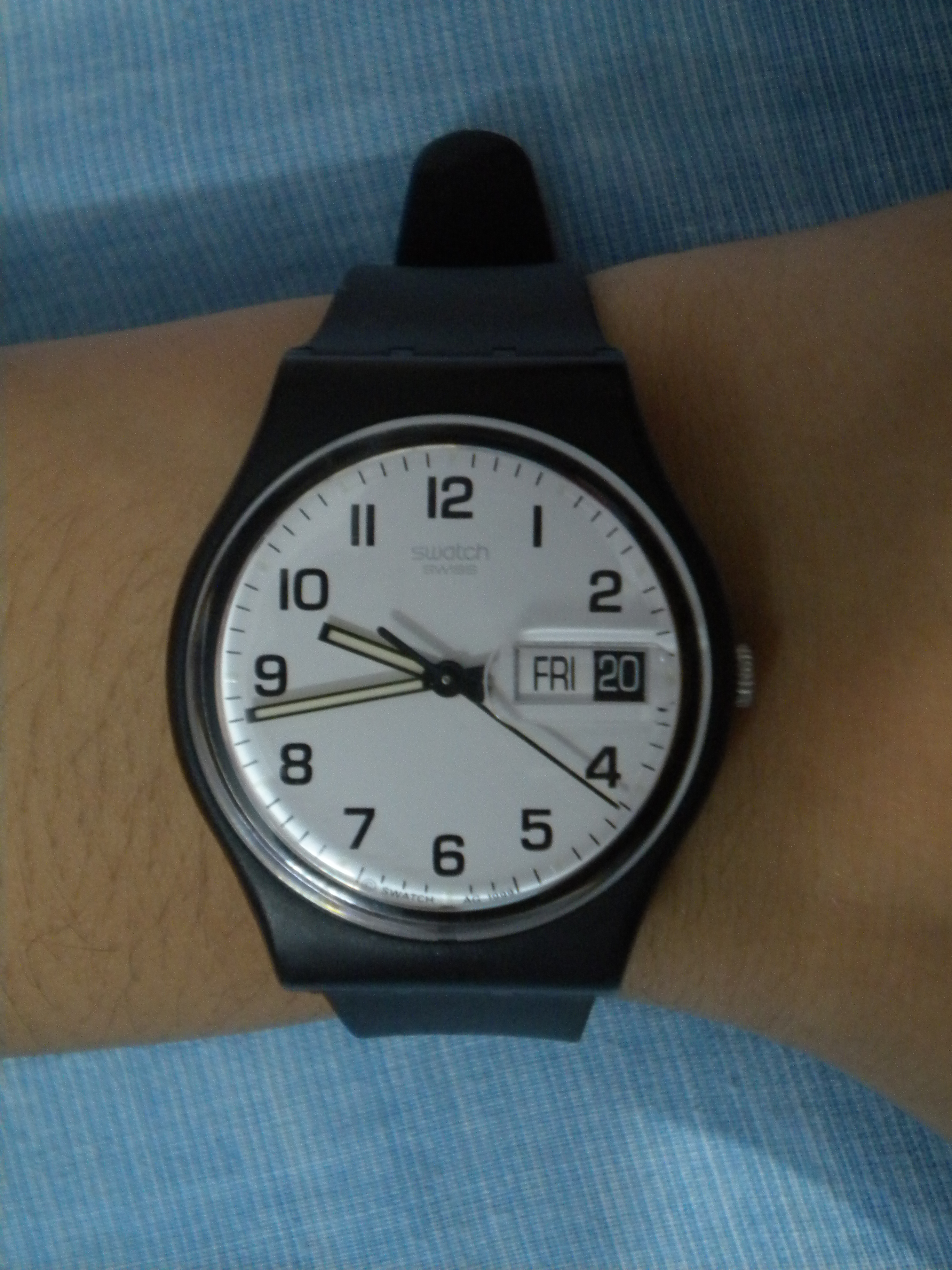
ساعة سواتش واتش

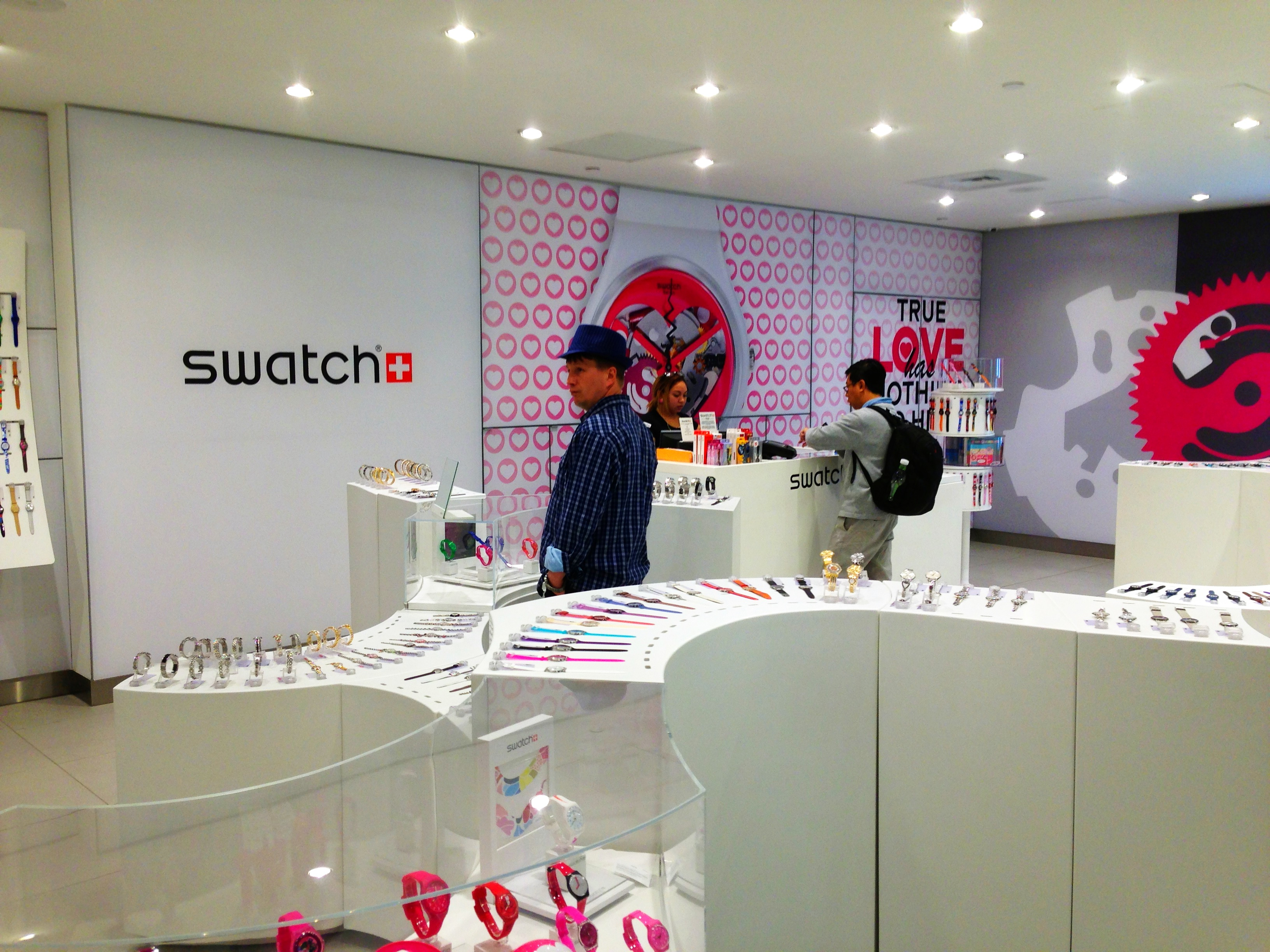
معرض لساعات واتش

تختص الشركة في صناعة الساعات الرياضية والشبابية وتعتبر الرائدة في هذا المجال ولكن تقلصت ايرادات الشركة في السنوات الأخيرة بسبب كثرة المنافسة وخاصة الصينية الأقل تكلفة وأيضا عزوف الناس عن ارتداء الساعات واهتمامهم بالتكنولوجيا والهواتف الذكية.